# Jelena Wladimirowna Koroljowa
Jelena Wladimirowna Koroljowa (russisch Елена Владимировна Королёва, wiss. Transliteration Elena Vladimirovna Korolëva; * 27. Oktober 1973 in Ufa) ist eine ehemalige russische Freestyle-Skierin. Sie startete in den Buckelpisten-Disziplinen Moguls und Dual Moguls.

## Werdegang
Koroljowa startete in der Saison 1991/92 in Piancavallo erstmals im Weltcup und errang dabei den 28. Platz und belegte bei den Olympischen Winterspielen 1992 in Albertville den zehnten Platz. In der Saison 1992/93 erreichte sie in Breckenridge sowie in Le Relais jeweils mit dem vierten Platz ihre beste Platzierung im Weltcup und bei den Weltmeisterschaften 1993 in Altenmarkt-Zauchensee den 31. Platz auf der Buckelpiste. In den folgenden Jahren belegte sie bei den Olympischen Winterspielen 1994 in Lillehammer den 15. Platz und bei den Weltmeisterschaften 1997 im Iizuna Kōgen Sukī-jō den 18. Rang. Zudem kam sie in der Saison 1996/97 viermal unter den ersten Zehn und errang mit dem  39. Platz im Gesamtweltcup, mit dem 17. Platz im Dual Moguls-Weltcup sowie mit dem 12. Platz im Moguls-Weltcup ihre besten Gesamtergebnisse. Letztmals international startete sie bei den Olympischen Winterspielen 1998 in Nagano. Dort sprang sie auf den 17. Platz.

## Teilnahmen an Weltmeisterschaften und Olympischen Winterspielen

### Olympische Spiele
- 1992 Albertville: 10. Platz Moguls
- 1994 Lillehammer: 15. Platz Moguls
- 1998 Nagano: 17. Platz Moguls

### Weltmeisterschaften
- 1993 Altenmarkt: 31. Platz Moguls
- 1997 Iizuna Kōgen: 18. Platz Moguls

## Weltcup-Gesamtplatzierungen
Koroljowa nahm an 34 Weltcups teil und erreichte 12 Top-Zehn-Platzierungen.
| Saison  | Gesamt | Gesamt | Moguls | Moguls | Dual Moguls | Dual Moguls |
| Saison  | Punkte | Platz  | Punkte | Platz  | Punkte      | Platz       |
| ------- | ------ | ------ | ------ | ------ | ----------- | ----------- |
| 1992/93 | 38     | 50.    | 344    | 17.    | –           | –           |
| 1993/94 | 33     | 61.    | 264    | 21.    | –           | –           |
| 1995/96 | 6      | 88.    | 44     | 34.    | 40          | 24.         |
| 1996/97 | 60     | 39.    | 300    | 12.    | 120         | 17.         |
| 1997/98 | 33     | 65.    | 164    | 23.    | 40          | 25.         |